# El televisor (película de 1962)
 El televisor  es una película en blanco y negro de Argentina dirigida por Guillermo Fernández Jurado sobre su propio guion escrito en colaboración con Joaquín Gómez Bas según una obra teatral de José de Thomas que se estrenó el 19 de abril de 1962 y que tuvo como protagonistas a Ubaldo Martínez, Blanca del Prado, Carlos Dux y Nelly Beltrán.

## Sinopsis
Un padre se preocupa por la importancia que cobra el televisor en su casa.

## Reparto
- Ubaldo Martínez
- Blanca del Prado
- Carlos Dux
- Nelly Beltrán
- Rodolfo Onetto
- Tato Bores
- Inés Moreno
- Marilina Ross
- Alberto Fernández de Rosa
- Manuel Alcón

## Comentarios
Jorge Miguel Couselo opinó sobre el filme:

”El ataque a la televisión y a su indiscriminada administración para tantas mentalidades indefensas…es tácito, aún sin palabras que se dicen…En la secuencia del sueño –audacia de un film que, formalmente no lo es- la sátira adquiere caracteres sombríos.”

Para La Nación:

”El trabajo de realización es, en general acertado y ha sabido despojarse de toda presuntuosidad para servir al género de comedia. Igualmente ha tenido buenos resultados en la elaboración de la ciudad y en la transición de ese clima a la irrealidad que exigen los sueños del protagonista.”

Por su parte, Manrupe y Portela escriben:

”Muy poco vista en la actualidad, es interesante como primer aproximación crítica a la televisión. Si en conjunto no es una obra lograda, algunas partes, como la onírica, tienencierta eficacia.”